# Hyposmocoma vicina
Hyposmocoma vicina là một loài bướm đêm thuộc họ Cosmopterigidae. Nó là loài đặc hữu của Oahu. Loài địa phương ở núi Waianae, nơi nó được tim thấy ở độ cao 1,700 feet.
Loài này được phát hiện trên Acacia koa.